# Galina Alexandrowna Polskich

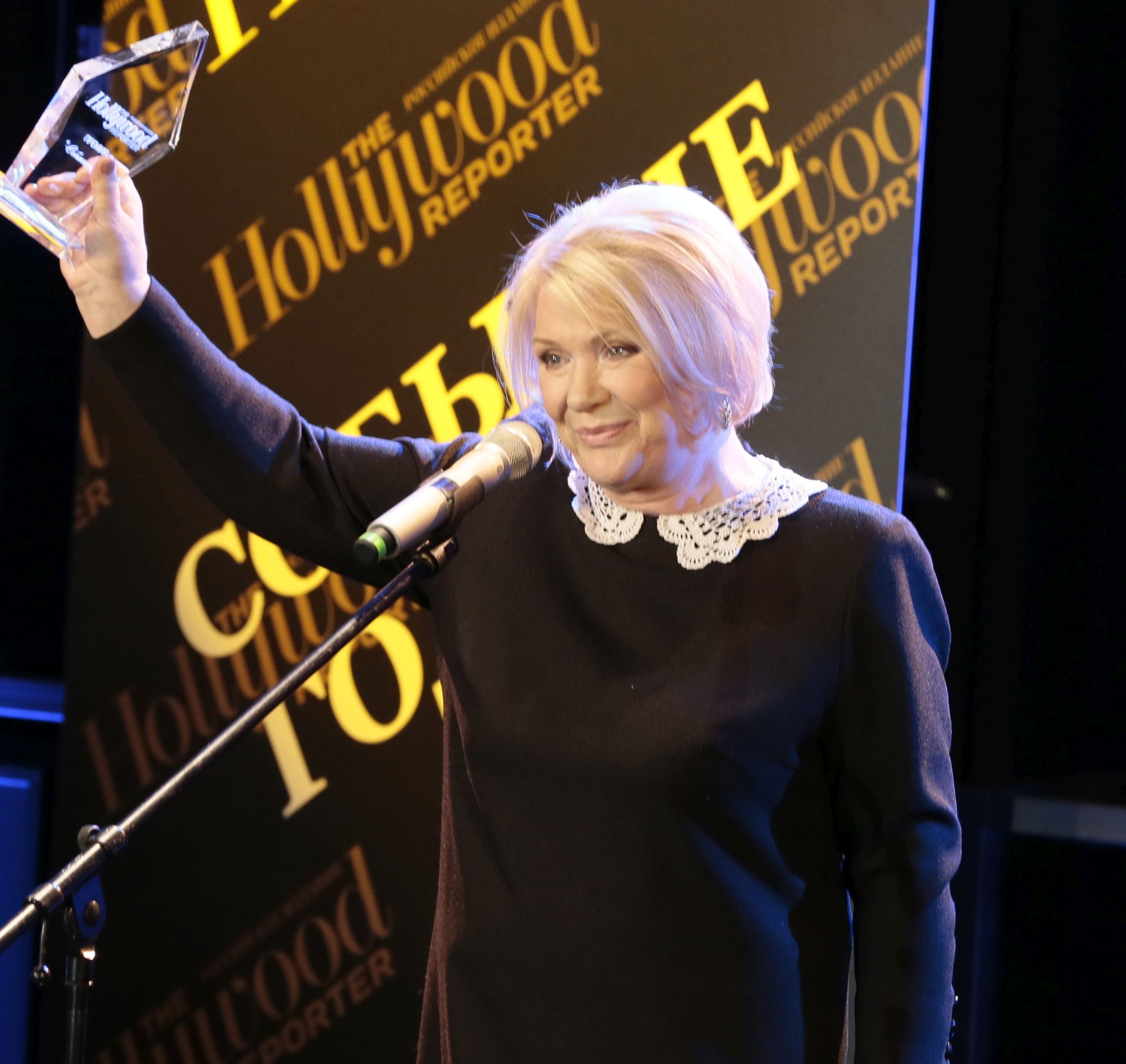
Galina Polskich bei einer Preisverleihung im Jahre 2014

Galina Alexandrowna Polskich (russisch Галина Александровна Польских; * 27. November 1939 in Moskau, Sowjetunion) ist eine sowjetisch-russische Schauspielerin. Sie hat seit 1962 in etwa 120 Filmen als Darstellerin mitgewirkt.

## Leben
Polskich wurde in einer armen Familie geboren. Ihr Vater ist während des Zweiten Weltkrieges gefallen, und ihre Mutter starb einige Jahre später am Typhus. Mit acht Jahren kam sie in ein Waisenhaus, in dem sie einige Monate verbracht hatte. Danach wuchs sie bei ihrer Großmutter auf. Im Jahre 1960 wurde sie an der Moskauer Filmhochschule aufgenommen und von Sergei Gerassimow und Tamara Makarowa ausgebildet.
Galina Polskich hatte ihr Filmdebüt 1962 in dem international erfolgreichen Film Das Mädchen Tanja in der Hauptrolle der Tanja. In den 1960er Jahren trat sie in Produktionen der Regisseure Georgi Danelija (Zwischenlandung in Moskau, 1964), Grigori Tschuchrai (Es lebte einmal ein Alter mit seiner Alten, 1965) und Sergei Gerassimow (Der Journalist, 1967) auf. Sie spielte in zwei DEFA-Filmen: in Konrad Wolfs Ich war neunzehn (1968) eine Rotarmistin und in Kurt Maetzigs Januskopf (1972). Seit Ende der 1960er Jahre war Polskich auch in Fernsehfilmen zu sehen. Wichtige Rollen übernahm sie in den Kriegsfilmen Front ohne Flanken (1975) und Front hinter der Frontlinie (1978). 1979 wurde sie mit dem Titel Volkskünstler der RSFSR geehrt.

## Filmografie (Auswahl)
- 1962: Das Mädchen Tanja (Дикая собака динго)
- 1963: Zwischenlandung in Moskau (Я шагаю по Москве)
- 1965: Treue (Верность)
- 1965: Es lebte einmal ein Alter mit seiner Alten (Жили-были старик со старухой)
- 1967: Ich war neunzehn (Мне было девятнадцать)
- 1967: Der Journalist (Журналист)
- 1968: Die Ballade vom Kommissar (Баллада о комиссаре)
- 1970: Zeichen am Weg (Znaki na drodze)
- 1970: Es führt kein Weg zurück (Обратной дороги нет)
- 1972: Die Schatten weichen am Mittag (Тени исчезают в полдень)
- 1972: Januskopf (Двуликий Янус)
- 1975: Wenn es September wird (Когда наступает сентябрь)
- 1975: Front ohne Flanken (Фронт без флангов)
- 1975: Ich suche mein Schicksal (Ищу мою судьбу)
- 1975: Mein Haus ist ein Theater (Мой дом театр)
- 1975: Auto, Geige und der Hund Klecks (Автомобиль, скрипка и собака Клякса)
- 1976: Die Tage des Chirurgen Mischkin (Дни хирурга Мишкина)
- 1976: Ich will nicht mehr Torpfosten sein (Додумался, поздравляю)
- 1978: Front hinter der Frontlinie (Фронт за линией фронта)
- 1978: Studienkollegen (Однокашники)
- 1979: Mann, bleib auf dem Teppich! (Суета сует)
- 1979: Familiengeschichten (По семейным обстоятельствам)
- 1980: Eine fröhliche Fuhre (За спичками)
- 1982: Eine Frau für Großvater (Отцы и деды)
- 1982: Das fremde Fell (Отставной козы барабанщик)
- 1982: Die Mahnung
- 1983: Weißer Tau (Белые росы)
- 1983: Unerwartet und unverhofft (Нежданно-негаданно)
- 1984: Die Sanduhr (Песочные часы)
- 1985: Laßt den Clown lachen (Рассмешите клоуна)
- 1986: Kassensturz (От зарплаты до зарплаты)
- 1987: Der Mann vom Kapuziner-Boulevard (Человек с бульвара Капуцинов)
- 1987: Zu schnell gewachsen (Акселератка)
- 1988: Der Freund (Друг)
- 1993: Alaska Kid (Аляска Кид)